# Ceira
Ceira is een geslacht van vlinders van de familie tandvlinders (Notodontidae).

## Soorten
- C. armata Kiriakoff, 1974
- C. eustachus Schintlmeister, 1997
- C. metaphaea Walker, 1865
- C. ochracea Moore, 1879
- C. rogatus Schintlmeister, 1997
- C. seacona Swinhoe, 1916
- C. semperi Schintlmeister, 1993
- C. virgata Wileman, 1914